# موریکن-ویلدگ
موریکن-ویلدگ (به لاتین: Möriken-Wildegg) یک بخش در سوئیس است که در کانتون آرگاو واقع شده‌است. موریکن-ویلدگ ۳٬۸۳۲ نفر جمعیت دارد.